# Татјана Каширина
Татјана Каширина (рус. Татьяна Юрьевна Каширина) руска је дизачица тегова. 

## Каријера
Каширина је освојила Светско првенство пет пута (2010, 2013, 2014, 2015 и 2018. године) у категоријама + 75 kg и + 87 kg. Освојила је сребрну медаљу на Летњој олимпијади 2012. године у категорији жена од +75 kg са укупно 332 kg и светски рекорд у трзању (151 kg). 
Пре структурирања тежинских класа, Татјана је држала светски рекорд од 193 kg, као и светски рекорд од 155 kg и светски рекорд од 348 kg. Тренутно држи светски рекорд од 185 kg, као и светски рекорд од 145 kg и укупног светског рекорда од 330 kg. Каширина је поставила 23 врхунска светска рекорда током своје каријере у дизању тегова.
Она такође држи сва три светска рекорда у класи Јуниор + 75 kg; светски рекорд од 148 kg, светски рекорд од 181 kg и чист светски рекорд од 327 kg.
Дана 13. априла 2019. године на Европском првенству одржаном у Грузији у Батумију, Татјана је постала осам пута европски првак, постављајући два светска рекорда у 331 kg и у трзају на 146 kg, а у потиску 185 kg. 

### Санкције
Каширина је пала тест на допингу те је била санкционисана две године почев од 2008. године. 